# 飛馬座EQ
飛馬座EQ（EQ Peg / GJ 896 / HIP 116132）是在飛馬座的一個恆星系統，距離太陽系只有20.7光年，屬於接近太陽系前100名之內的恆星系。距離這個系統最近的恆星系統是葛利澤880，相距僅有3.96年。
飛馬座EQ是由兩顆紅矮星組成的聯星，飛馬座EQ A（EQ Peg A / GJ 896 A / LHS 3965）的光譜類型為M3.5V，視星等+10.38，有效溫度3,280K。它的質量相當於1/3太陽質量，半徑約為38%的太陽半徑。它的自轉速度很高，為每秒14公里，互繞公轉週期為1,066天。
它的伴星，飛馬座EQ B（EQ Peg B / GJ 896 B / LHS 3966），光譜類型為M4.5V，質量大約是0.16-0.19太陽質量，視星等+12.40，飛馬座EQ A比它亮8-10倍。它的溫度為3,080K，半徑是太陽的23% 。自轉速度高達每秒24.2公里，與飛馬座EQ A互繞著公轉。
這兩顆恆星相距6角秒，系統的軌道週期可能是359天。
飛馬座EQ A的金屬量豐度似乎高過太陽20%，估計年齡在9億5,000萬年。
以X射線和超紫外線觀測，這兩顆恆星可能是閃光星。

## 行星系統
2022 年，通過射电天文学在系統主恆星周圍的軌道上發現了一顆巨行星。這是第一顆完全使用天體測量法發現的經證實的系外行星。
| 成員 (依恆星距離) | 质量         | 半長軸 (AU)     | 轨道周期 (天) | 離心率    | 傾角         | 半径 |
| ----------------- | ------------ | --------------- | ------------- | --------- | ------------ | ---- |
| b                 | 2.26±0.57 MJ | 0.64282±0.00068 | 284.39±1.47   | 0.35±0.19 | 69.20±25.61° | —    |